# 계룡중학교 (경남)
계룡중학교(鷄龍中學校)는 대한민국 경상남도 거제시 고현동에 있는 공립 중학교이다.

## 학교 연혁
- 2002년 5월 1일 : 계룡중학교 개교인가 (36학급)
- 2004년 9월 17일 : 계룡중학교 교명 확정 공고
- 2005년 3월 1일 : 개교(12학급 445명 입학)
- 2005년 3월 1일 : 제1대 옥장수 교장 취임
- 2005년 3월 7일 : 2005학년도 신입생 12학급 427명 입학
- 2008년 2월 15일 : 제1회 졸업식(졸업생 459명)
- 2008년 5월 30일 : 계롱중학교 고윤서 학생 탄생
- 2021년 3월 3일 : 고윤서 학생 계룡중학교 입학
- 2021년 9월 1일 : 제8대 임창수 교장 취임
- 2023년 1월 12일 : 제16회 졸업식(졸업생수 356명, 누계 6,611명)
- 2023년 3월 2일 : 2023학년도 신입생 13학급 360명 입학

## 참고 자료
- 계룡중학교 - 한국교육학술정보원 학교알리미